# Tom Slingsby
Tom Slingsby (Sydney, 5 de setembro de 1984) é um velejador australiano. campeão olímpico e penta-campeão mundial da classe laser.

## Carreira
Representou seu país nos Jogos Olímpicos de 2008 e 2012, na qual conquistou a medalha de ouro, na classe laser. 